# Arma de energia dirigida

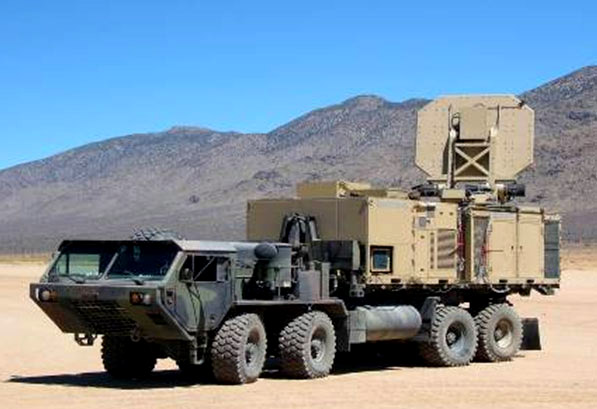
Versão operacional do Active Denial System, transportado por um caminhão pesado. Trata-se de uma arma de energia dirigida para uso antipessoal.

Uma arma de energia dirigida é um tipo de arma de energia que canaliza a energia numa direção particular por outros meios que não um projétil. Algumas destas armas são reais ou viáveis; outras são pura ficção científica.

## Tipos de armas de energia
A energia é apresentada sob várias formas:
- Radiação eletromagnética: (tipicamente lasers ou masers).
- Partículas com massa: (armas de feixe de partículas).
- Armas fictícias freqüentemente usam algum tipo de radiação ou partícula energética que não existe no mundo real.
- Feixe de micro-ondas: também chamada de arma de microondas, essa última e letal classe de armas existe e pode literalmente "cozinhar" uma pessoa se ela for atingida pela grande quantidade de energia emitida. Usando o princípio básico de funcionamento de um forno de microondas, o calor da radiação evapora a água do organismo da pessoa afetada, causando queimaduras internas e externas fazendo a mesma morrer em segundos. Essas armas são construídas de maneira caseira, usando transformadores e magnetron de fornos microondas.

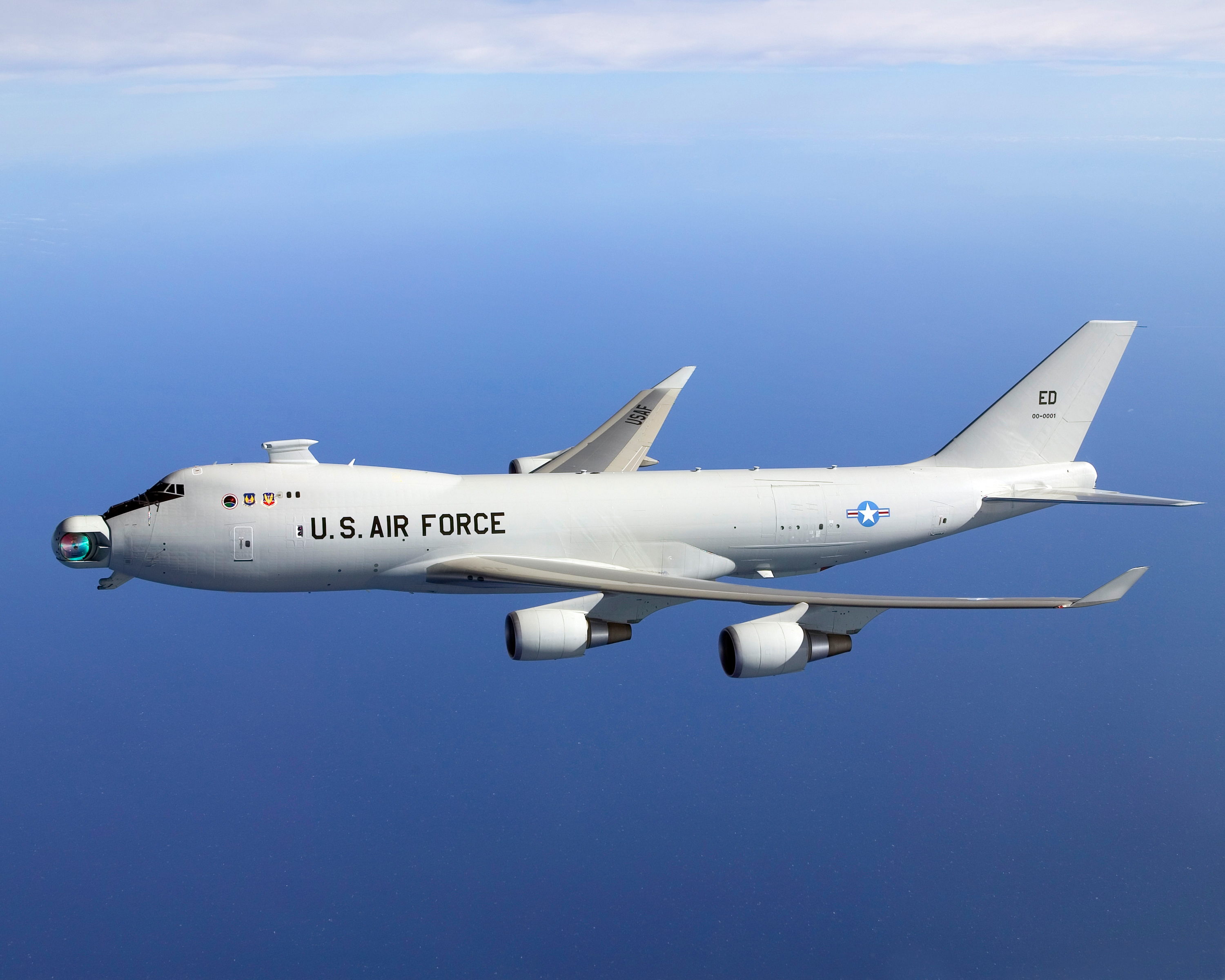
Boeing YAL-1 Airborne Laser em teste nos Estados Unidos.

Algumas destas armas são conhecidas como raios da morte ou armas de raios e são geralmente representadas projetando energia contra uma pessoa ou objeto para matar ou destruir. A maioria dos exemplos de tais armas vêm da ficção científica (ou de brinquedos e adereços usados em filmes).

### Desenvolvimento recente de armas de energia dirigida
Diversos tipos de armas letais de energia dirigida estão sob pesquisa ativa e desenvolvimento.
Dentre as armas laser que já estão operacionais destacam-se o Laser Tático Móvel de Alta Potência conhecido pela sigla em inglês MTHEL e o Airborne Laser Boeing YAL-1, instalado em um avião Boeing 747-400F adaptado.
Desde os anos 1980, quando surgiu o projeto "Guerra nas Estrelas", os Estados Unidos vêm desenvolvendo também satélites equipados com armas laser, que fariam parte de um possível "Escudo anti-mísseis", mas que ao menos oficialmente, ainda não foram lançados ao espaço.